# Spiral of Silence
Spiral of Silence is een Belgische newwavegroep met sterke invloeden uit de Madchesterscene  van de late jaren 70 en vroege jaren 80.
In de jaren 90 en vroege jaren 2000 bracht de groep - waarvan de naam ontleend werd aan een theorie uit de communicatiewetenschap - enkele albums uit op het Italiaanse label Energeia en het Belgische Purple Moon Records: LEAP (1998) en Decadent (2002). Deze albums groeiden uit tot coldwave-undergroundklassiekers. De groep werd vaak bestempeld als de 'Belgische Joy Division' en dat imago bracht hen op binnen- en buitenlandse podia. Spiral of Silence speelde onder meer met artiesten als Gary Numan, DAF, Front 242 en deed ook supportacts voor groepen als The Chameleons. In 2000 speelden ze in Leipzig op het Leipzig Gottik Treffen in een volle Agra Halle (10.000 mensen).
Hun eerste cd werd nog uitgebracht onder de naam 'Theatre Of Pain', maar het overlijden van Bart Auwaerts (ook in de groep Spiritus Mundi) noopte hen tot een naamsverandering.
In de vroege jaren 2000 speelde ook Antonio Palermo van de Limburgse newwave-iconen SIGLOXX bij Spiral of Silence. Zijn karakteristieke gitaargeluid is ook te horen op het album Decadent (de track 'Echo' werd geproduceerd door Antonio).
In 2003 hield Spiral of Silence ermee op, om dan vervolgens enkele reünieconcerten te doen (onder meer in Londen).
In 2013 nam Spiral of Silence de draad weer op en begon opnieuw te toeren. In 2014 speelde Spiral of Silence een laatste concert op het Geleen Calling festival (Geleen, NL).
In 2021 brengt de groep twee singles uit (‘Toll’ en ‘Wish’) op het Britse label Jezus Factory Records, bijna 20 jaar na het verschijnen van hun laatste full-CD, dECAdEnT. In 2022 doet de band enkele concerten en verschijnt een nieuwe EP, Landmark.

## Bezetting
- Tom Van Troyen, zang, bas
- Achiel Keppens (aka Phil Jacks), drums, producer
- Pol Wuyts, gitaar
- Kloot Per W, gitaar (2022)
- Gert Moerenhout, gitaar (1991-2022)
- Jeke Pelgrims, gitaar (2008-2014)
- Bart Callaerts, keyboard (2003-2012)
- Jenny Dedoncker, keyboard (1994-1997)
- Johan Gies, gitaar (1991-1994)
- Bart Auwaerts (†), gitaar (1994)
- Jeroen Nuyts, keyboard (1997-2002)

## Discografie
- Theatre of Pain, K7 - 1993
- Connection, K7 - 1995
- LEAP, cd - 1998 - Energeia Records, Italië
- Decadent, cd - 2002 - Purple Moon Records, België
- Seed Dump, single - 2002
- Community - A Tribute to New Order, verzamel - 2004 - Retroforward Records
- TOLL, single - 2021 - Jezus Factory Records (UK)
- Wish, single - 2021 - Jezus Factory Records (UK)
- Landmark, EP - 2022 - Jezus Factory Records (UK)
- Forgiveness, single - 2024 - Jezus Factory Records (UK)